# Mylna Turnia

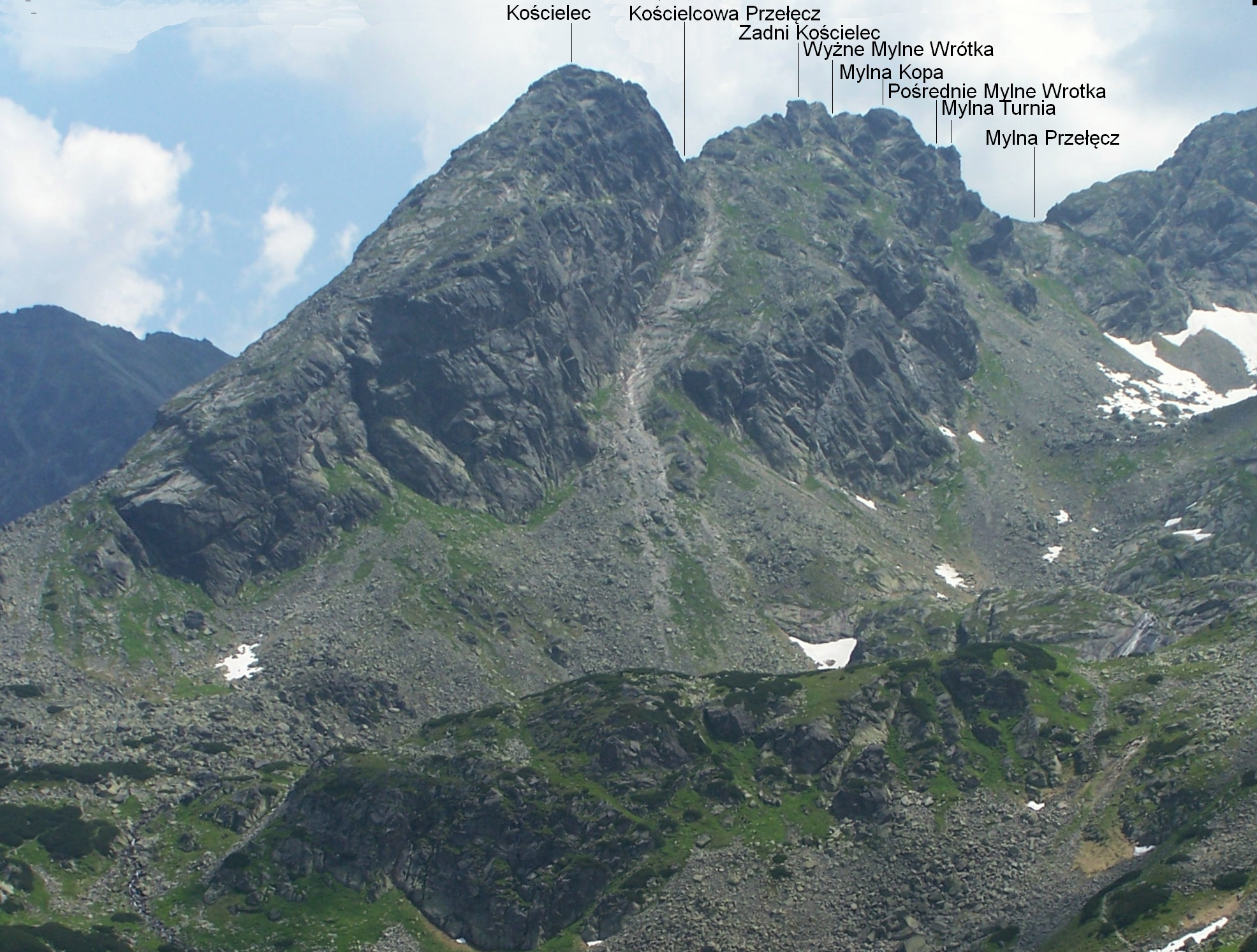
Widok z zachodniej strony

Mylna Turnia, zwana też Szafą lub Uszatą Turnią (niem. Irr Turm, słow. Mylná veža, węg. Útvesztő-torony) – turnia w Grani Kościelców w polskich Tatrach Wysokich. Znajduje się w postrzępionej południowej grani Zadniego Kościelca między Mylną Przełęczą a Pośrednimi Mylnymi Wrótkami.
Wysokość jej ściany wynosi 25 m. Pierwszy raz pokonana została 11 lipca 1906 r. przez Zygmunta Klemensiewicza i Romana Kordysa w trakcie przejścia grani Kościelec – Mylna Przełęcz i z powrotem. W przeciwieństwie do wcześniej przestrzeganej zasady nie skorzystali oni z towarzystwa przewodnika.